# Кирста, Константин Фёдорович
Константин Фёдорович Кирста (встречается также написание Константинъ Кирстъ) (1878 — 1934) — глава «Временного союзного управления железной дорогой» (1905), один из лидеров Люботинской республики, георгиевский кавалер (1916).

## Биография
Константин Федорович Кирста родился в дворянской семье. Вместе с своими братьями, Федором и Михаилом, он учился в Харьковском технологическом институте, где все они являлись участниками местного революционного сообщества — Харьковского студенческого общества.
В 1905 году, в период Первой русской революции, Константин стал одним из руководителей «Люботинской республики»: железнодорожная станция Люботин Харьково-Николаевской железной дороги полностью перешла под контроль «Временного союзного управления железной дорогой», возглавляемого запасным агентом железной дороги Константином Кирстом. Его влияние среди местного населения было настолько велико, что иногда он говорил: «Люботин — это я». Заместителем Кирсты стал студент Авраам Финкельштейн.
Уже после подавления влястями выступления в соседнем Харькове, Константин Кирста вышел к солдатам прибывшей роты 201-го Лебединского полка и предложил им присоединиться к восставшим. Выслушав его речь, солдаты его связали, положили на сани и под охраной сотни казаков отправили в Харьков. В итоге, при подавлении выступления Константин Федорович был ранен, арестован, а позже (5 января 1907 года) и осуждён на два года по делу «О скопище железнодорожных служащих на станции Люботин Харьково-Николаевской железной дороги».
Во время Первой мировой войны, 1 марта 1916 года, прапорщик 229-го пехотного Сквирского полка 58-й пехотной дивизии Константин Федорович Кирста был награжден орденом Святого Георгия (IV класса).
В 1917 г. отличился при строительстве железнодорожных мостов в районе расположения армии Северо-Западного фронта. 
В 1917 году Константин Кирста вместе со своей женой проживал в Николаеве.
В августе 1919 года после взятия Киева Добровольческой армией перебрался в Киев, где при поддержке установившейся власти создал «Организационный комитет по объединению всех профессиональных рабочих союзов г. Киева». Начал издавать газету «Путь рабочего». По инициативе комитета была создана „рабоче-офицерская рота” из состава рабочих во главе с Кирстой, целью которой была поддержка Добровольческой армии.
Когда белогвардейцы в конце декабря того же года оставили Киев, Кирста вместе со своей рабочей ротой прибыл в Одессу, где попытался применить свой киевский опыт к одесским рабочим.
Умер в 1934 году в Дубно.

## Семья
Братья: Федор Фёдорович Кирста (старший) и Михаил Фёдорович Кирста.
Был женат.